# 死亡天使瑪莉
《死亡天使瑪莉》（英語：Mary Kills People）是一部加拿大黑色喜剧电视剧，于2017年1月25日在環球電視上首播。